# شهرداری دیلی
شهرداری دیلی (به لاتین: Dili Municipality) یک منطقهٔ مسکونی در تیمور شرقی است که در تیمور شرقی واقع شده‌است. شهرداری دیلی ۳۶۷ کیلومتر مربع مساحت دارد.